# Tegea
Tegea (Grieks: Τεγέα) was een stad in het oude Griekenland, gelegen in de Peloponnesos, meer bepaald in het midden van de oostelijke hoogvlakte van Arcadië, ten zuiden van Mantinea, waarmee het voortdurend overhoop lag over de afbakening van grenzen of het beheer van de irrigatiekanalen die de vlakte van water moesten voorzien. De rivaliteit tussen beide steden was meermaals een hinderpaal voor de politieke eenmaking van Arcadia in de strijd tegen de Spartanen.

## Geschiedenis
Tegea lag aan de verbindingsweg tussen Sparta en Argolis (en vandaar naar de Isthmus) en kende door deze strategische ligging een vroegere ontwikkeling dan andere Arcadische steden. Waarschijnlijk reeds vóór 600 ontstond de stad door de fusie (synoikismos) van enkele dorpen uit de vlakte. Tegea werd aanvankelijk sterk genoeg om zich te verzetten tegen de Spartaanse expansie, maar rond 550 v.Chr. moest het na lange strijd de superioriteit van Sparta erkennen en een bondgenootschap aanvaarden. Tegea was aldus het eerste lid van de Peloponnesische Bond: het werd dienstbaar aan de Spartaanse politiek, moest troepen leveren voor Spartaanse campagnes (het leverde belangrijke contingenten voor de Tweede Perzische Oorlog), maar bleef voor de rest autonoom. Na de Spartaanse nederlaag bij Leuctra in 371 v.Chr. sloot Tegea aan bij de Arcadische Bond, samen met zijn erfvijand Mantinea. Uit vrees voor concurrentie voerde Tegea binnen de Bond tevergeefs oppositie tegen de stichting van Megalopolis.
Daarna speelde het nog nauwelijks een eigen rol. In 222 werd de stad vernield door de Macedonische vorst Antigonos Doson), werd lid van de Achaeïsche Bond en onderging dezelfde lotgevallen van de andere Griekse staten die tot deze bond behoorden. Alarik I verwoestte de stad in de 4e eeuw na Chr., en tot in 1296 was Tegea de zetel van een "Frankische" baronie, waarna ze door de Byzantijnen werd ingenomen. In de Turkse tijd werd Tegea overvleugeld door het 7 km verder noordwaarts gelegen Tripolis (of Tripolitsá), dat in de Griekse Onafhankelijkheidsoorlog een belangrijke rol speelde en de officieuze hoofdstad van de Peloponnesos werd.

## Monumenten
Tegea was een geliefd schuiloord voor dissidenten en ballingen uit Sparta en andere staten. In de tempel van Athena Alea zochten onder meer Orestes en de Spartaanse koning Pausanias II een toevlucht. De cultus van Athena werd volgens de overlevering in de 9e eeuw v.Chr. ingevoerd door koning Aleos. De archaïsche tempel uit de 6e eeuw brandde in 395 v.Chr. volledig af, maar werd spoedig , vanaf 350, herbouwd onder de artistieke leiding van de beeldhouwer Skopas. Het werd een imposant marmeren bouwwerk in Dorische stijl, waarvoor hij ook het beeldhouwwerk verzorgde. De grondvesten (47,5m × 19m) zijn nog te zien.